# Cichla pinima
Cichla pinima é uma espécie de peixe da família dos cíclids e da ordem dos perciformes.
Os machos alcançam 52 cm de comprimento. Vivem na América do Sul, mais especificamente, no Brasil.